# Gerrit Achterberg
Gerrit Achterberg (ur. 20 maja 1905 w Langbroek, 17 stycznia 1962 w Leusden) – poeta holenderski. Związany z dwoma czasopismami literackimi: Opwaartsche Wegen (1923-1940) i Criterium (1940-1949).

## Życiorys
Urodził się w rodzinie chłopskiej wyznania kalwińskiego. W latach 1927–1933 był nauczycielem. Później zmieniał kilkakrotnie pracę z powodów zaburzeń psychicznych. 1938-1944 poddany przymusowo leczeniu psychiatrycznemu w związku ze skutkami jego patologicznej agresywności. Przyczyną poddania go leczeniu było zamordowanie w 1937 kobiety, u której wynajmował pokój. Postrzelił wówczas także jej 16-letnią córkę, a cała sprawa miała podtekst erotyczny. Skazany na 1,5 roku pozbawienia wolności. Wkrótce po wojnie (1946) wziął ślub. W tym okresie utrzymywał się jedynie ze zdobywanych z trudem prac zleconych. Do końca roku 1955 był objęty nadzorem sądowym. Pomimo tego otrzymał wówczas zamówienie rządowe na napisanie tomu wierszy. Dramatyczne losy pisarza powoli zmieniały recepcję jego utworów, a jednocześnie były silnym impulsem i  inspiracją dalszej twórczości.

## Wybrane utwory (chronologicznie)
- 1925 – De zangen van twee twintigers
- 1931 – Afvaart (Odpłynięcie)
- 1939 – Eiland der ziel (Wyspa duszy)
- 1940 – Dead end (Ślepa uliczka)
- 1941
  - Osmose (Osmoza)
  - Thebe (Teby)
- 1943
  - Huis (Dom)
  - Reiziger doet Golgotha (Podróżny zalicza Golgotę)
- 1944
  - Eurydice (Eurydyka)
  - Morendo (Zamierająco [termin muz.])
  - Sintels (Żużel)
  - Meisje (Dziewczyna)
  - Kleine kaballistiek voor kinderen (Krótka kabalistyka dla dzieci)
  - Schaaatsenrijder (Łyżwiarz)
- 1945 – Limiet (Granica)
- 1946
  - Cryptogamen
  - Energie (Energia)
  - Existentie (Egzystencja)
  - Radar (Radar)
  - Sphinx (Sfinks)
  - Stof (Substancja)
- 1947
  - Doornroosje (Śpiąca królewna)
  - En Jezus schreef in 't zand (A Jezus napisał na piasku)
- 1949
  - Hoonte
  - Sneeuwwitje (Królewna Śnieżka)
- 1950
  - Mascotte (Maskotka)
  - Woord (Słowo)
- 1953
  - Ballade van de gasfitter (Ballada o monterze instalacji gazowych)
  - Cenotaaph (Cenotaf)
  - Ode aan Den Haag (Oda do Hagi)
- 1954 – Autodroom (Tor wyścigowy)
- 1957 – Spel van de wilde jacht (Gra o dzikich łowach)
- 1961 – Vergeetboek

pośmiertnie:
- 1963 – Verzamalde gedichten (Wiersze zebrane)
- 1969 – Blauwzuur (Kwas pruski)
- 1980 – Achtergebleven gedichten (Wiersze pozostawione)